# 吐舌癖
吐舌癖是人類的一種行為模式，其表現是舌頭在吞嚥、說話、甚至是無意義的狀態下向前伸出越過門牙。有吐舌癖的人大部份都是無意識下的自然動作。幾乎所有嬰幼兒在吞嚥時都會有吐舌的反射性動作（挺舌反射），其意義在於防止異物進入咽喉引起不適甚至窒息。但是在大約4－7個月左右此症狀即會消失，一般會看做是已經可以適當餵養半固體或固體輔助食品的重要信號。
自1958年開始，吐舌癖一詞就已經在許多牙科文獻與學術演講中被提及與討論。許多學齡兒童都有吐舌的習慣，雖然大部份在六歲前就應轉換成正常的吞嚥動作。根據最近發表的文獻，多達67－95%的5至8歲孩童有吐舌癖，其可能伴隨或導致齒顎咬合或語言障礙問題。在四歲以前，幼童的吐舌癖有可能隨著年齡增長而消失。但是，如果在這年齡仍有吐舌癖的話，則有可能會日益嚴重。